# Swammerdamia spiniella
Swammerdamia spiniella is een vlinder uit de familie van de stippelmotten (Yponomeutidae). De wetenschappelijke naam van de soort werd in 1871 gepubliceerd door Philipp Christoph Zeller.